# Wapen van Holten
Het wapen van Holten werd op 21 november 1898 aan de voormalige Nederlandse gemeente toegekend. Dit wapen werd tot 21 november 1967 gebruikt. Die dag werd het nieuwe wapen in gebruik genomen. In 2001 is de gemeente Holten samengegaan met de buurgemeente Rijssen en werd daarmee onderdeel van de gemeente Rijssen-Holten. Hierdoor verviel het oude wapen. De nieuwe gemeente werd eerst nog Rijssen genoemd, in 2003 werd dit Rijssen-Holten. De varkenskoppen uit het wapen van Holten werden deels opgenomen in het wapen van Rijssen-Holten.

## Herkomst
Over de herkomst van het wapen is niks bekend, niet bij het archief van de Hoge Raad van Adel en ook niet bij het gemeentearchief. Wel verscheen er op 5 februari 1949 in het Holtens Nieuwsblad een vers waarin de betekenis op rijm werd uitgelegd. De tekst luidt als volgt:
Het wapen van Holten
In sinopel de maagd Maria met het Kindeke op schoot,
En in keel drie varkenskoppen, op een achtergrond van rood.
Alles bij elkaar genomen wel een aardig tableau,
En dat wapen kreeg nu Holten gratis en voor niets cadeau.
Niemand heeft nog opgehelderd wat dat stelletje beduidt,
En daarom leg ik nu hieronder mijn bescheiden mening uit.
De Maagd Maria moet vertellen, dat de Marke Holten reeds bestond,
Voordat de hervormde godsdienst in ons land zijn aanhang vond.
De kleine koppen zijn van varkens, die men ook wel biggen noemt,
En door deze tak van veeteelt is de plaats nog steeds beroemd.
De grote kop symboliseert ons de drukke varkensmesterij,
En door deze tak van veeteelt krijgt Holten gauw haar slachthuis vrij.
In deze tekst wordt wel de fout gemaakt dat de varkenskoppen rood van kleur genoemd worden, terwijl ze goud van kleur zijn. Het wapen is gratis verkregen omdat de plaats in 1898 minder dan 5.000 inwoners had, dus hoefde het geen leges te betalen.

## Blazoeneringen
In 1967 werd het wapen van een gravenkroon voorzien. Tevens werd het opnieuw beschreven, waardoor er twee beschrijvingen bekend zijn:

### Eerste wapen
De beschrijving van het eerste wapen van de gemeente Holten luidde als volgt:
Gedeeld: I in sinopel de Maagd Maria met het Christuskind, II in keel 3 varkenskoppen van goud.
Het wapen was verticaal gedeeld en toonde aan de rechter zijde (voor de kijker links) de heilige Maagd Maria met op haar schoot het Christuskind. Het tweede deel, aan de linker zijde (voor de kijker rechts) is rood van kleur met daarop drie varkenskoppen.

### Tweede wapen
De beschrijving van het tweede wapen, dat op 21 november 1967 werd toegekend, luidde als volgt:
Gedeeld: I in sinopel de Maagd Maria van natuurlijke kleur, zittende op een troon van goud, het hoofd gekroond van goud en omgeven door een nimbus van zilver, met haren van goud, gekleed van azuur en keel, met de rechterhand vasthoudende een schepter van goud, waarop een omgewende duif van zilver, met de linkerhand op haar schoot vasthoudend het Christuskind van natuurlijke kleur, het hoofd omgeven door een nimbus van zilver, met haren van goud, met de linkerhand vasthoudende een wereldbol van goud en de rechterhand opgeheven houdende, gekleed van zilver, II in keel 3 varkenskoppen van goud, getand van zilver. Het schild gedekt met een gouden kroon van 3 bladeren en 2 paarlen.
Aan het nieuwe wapen is niks wezenlijks veranderd. De Heilige Maagd Maria zit op dezelfde plek, alleen nu zijn een aantal attributen beschreven. De Maagd zit op een gouden troon, heeft een gouden kroon op haar hoofd, de nimbus om haar hoofd is van zilver. Haar haren zijn goud en ze houdt ook een gouden scepter vast. De omgewende (naar links, voor de kijker rechts, kijkende) duif op de scepter is zilver van kleur. Maria is gekleed in het blauw. De Maagd heeft haar linkerhand op haar schoot en houdt daarmee het Christuskind vast. Ook Jezus Christus is van natuurlijke kleur en houdt een wereldbol met daarop een kruis vast. Ook zijn nimbus is van zilver en zijn haren van goud. Jezus is gekleed in het zilver.
Het tweede deel is wederom rood met drie gouden varkenskoppen, de tanden zijn van zilver. 
Het nieuwe schild is gedekt door een gouden kroon bestaande uit drie bladeren met daartussen twee parels.

## Verwante wapens

Wapen van Rijssen-Holten

## Trivia
- Het wapen staat ook op de NS-locomotief 1709.